# 1920 en photographie
| Années de la photographie : 1917 - 1918 - 1919 - 1920 - 1921 - 1922 - 1923    |
| Décennies de la photographie : 1890 - 1900 - 1910 - 1920 - 1930 - 1940 - 1950 |

Cet article présente les faits marquants de l'année 1920 en photographie.

## Événements
- Auguste et Louis Lumière inventent la photostéréosynthèse, un procédé de photographie en relief ; l'invention reste au stade de l'expérience de laboratoire[1].
- Création à Brunswick en Allemagne de l'entreprise Franke & Heidecke qui fabrique des appareils stéréoscopiques ; elle prendra le nom de Rollei et commercialisera en 1929 le Rolleiflex.
- 6 mai : disssolution à Paris de l'Union photographique française.
- Eugène Atget vend les négatifs de 2 621 de ses clichés à l'administration française des monuments historiques, 2 000 négatifs supplémentaires seront acquis par la même institution après sa mort en 1927[2].

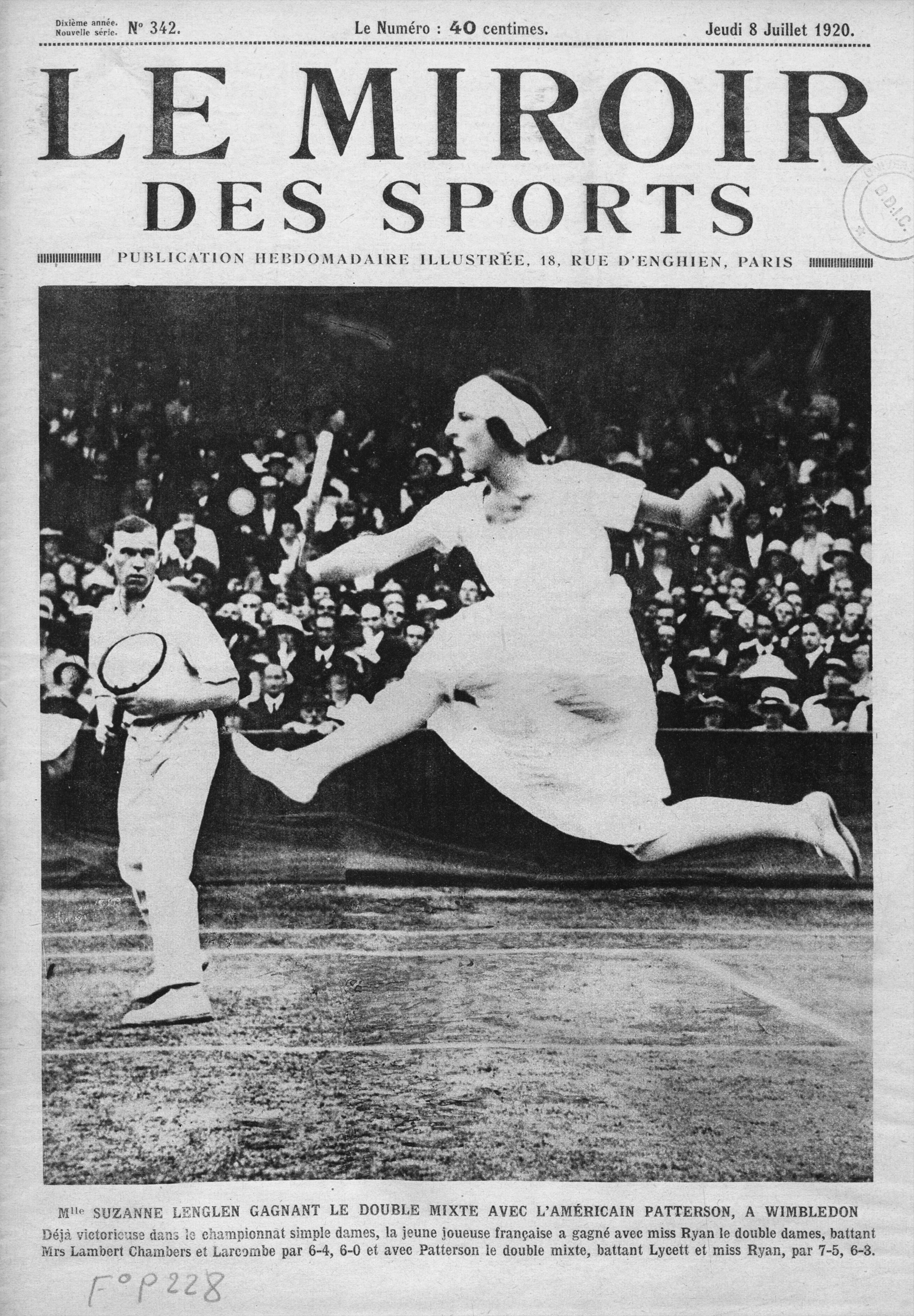
Première une du Le Miroir des sports le 8 juillet consacrée à Suzanne Lenglen et Gerald Patterson pour de leur titre en double mixte à Wimbledon.

- 8 juillet : Le Miroir devient Le Miroir des sports, hebdomadaire d'illustrations photographiques consacré au sport.
- L'éditeur Paul Montel fonde la Revue française de photographie.
- Création en France de Gallus, marque d'appareils et d'accessoires photographiques, disparue vers 1955.

## Photographies notables
- Max Ernst, Le Rossignol chinois, photomontage et collage[3].
- mars : le photographe allemand Christian Schad envoie à Tristan Tzara à Paris ses compositions photographiques ; Tzara en reproduit une dans le no  7 de la revue Dadaphone (Tzara forgera ultérieurement le terme Schadographies pour désigner ces créations photographiques)[4].

## Naissances
- 4 janvier : Takeji Iwamiya, photographe japonais, mort le 26 juin 1989.
- 10 janvier : Raymond Cauchetier, photographe français, photographe de plateau sur plusieurs films de la Nouvelle Vague de 1959 à 1968, mort le 22 février 2021.
- 14 janvier : Cris Alexander, acteur, chanteur, danseur, designer et photographe américain, mort le 7 mars 2012.
- 8 février : Jacques Darche, photographe et un graphiste français, mort le 26 juillet 1965.
- 20 février : Edward Quinn, photographe irlandais, mort en janvier 1997.
- 23 février : Walter E. Lautenbacher, photographe allemand, mort le 10 août 2000.
- 9 mars : Dundul Namgyal Tsarong, photographe, cinéaste, écrivain et politicien tibétain, mort le 18 juin 2011.
- 19 avril : Adolphe Sylvain, photojournaliste et réalisateur actif à Tahiti, mort le 22 mars 1991.
- 20 avril : Per Olov Jansson, photographe finlandais, mort le 7 février 2019.
- 29 avril : Marcel Mariën, écrivain surréaliste belge, éditeur, photographe et cinéaste, mort le 19 septembre 1993.
- 15 mai : Shōji Ōtake, photographe japonais connu pour ses portraits et ses nus, mort le 2 juillet 2015.
- 1er juin : 
  - Louis Dalmas, photographe et journaliste français, fondateur de l'agence Dalmas, mort le 3 août 2014.
  - Champlain Marcil,  photojournaliste canadien, photographe du quotidien Le Droit de 1947 à 1969, mort le 2 avril 2010.
- 8 juin : Shōtarō Akiyama, photographe japonais, mort le 16 janvier 2003.
- 24 juin : John Coplans, artiste et photographe britannique actif aux États-Unis, mort le 21 août 2003.
- 14 juillet : Salme Simanainen, photographe finlandaise, morte le 5 février 2012.
- 19 juillet : Walter Carone, photojournaliste français, spécialisé dans les photographies de célébrités, ayant fait l'essentiel de sa carrière à Paris Match, mort le 29 mai 1982.
- 17 août : Lida Moser, photographe américaine, morte le 12 août 2014.
- 24 août : Krystyna Łyczywek, photographe, traductrice et journaliste polonaise, morte le 22 avril 2021.
- 31 août : Francesc Boix,  photographe catalan, mort le 4 juillet 1951.
- 1er septembre : Nereo López, photographe, journaliste et reporter colombien, mort le 25 août 2015.
- 15 septembre : Roger Pic, photographe de théâtre, photojournaliste et cinéaste français, mort le 3 décembre 2001.
- 29 octobre : Fina Gomez, photographe et mécène vénézuélienne, morte le 1997.
- 30 octobre : Plinio De Martiis, photographe et galeriste italien, fondateur en 1954 de la Galleria La Tartaruga à Rome, mort le 2 juillet 2004.
- 31 octobre : Helmut Newton, photographe australien d'origine allemande, mort le 23 janvier 2004.
- 2 novembre : Rocco Morabito, photographe américain, lauréat en 1968 du Prix Pulitzer de la photographie d'actualité, mort le 5 avril 2009.
- 25 décembre : Roger Doloy, photographe français, fondateur en 1952 des 30×40 - Club photographique de Paris, mort le 22 juin 1998.

- Date précise non renseignée ou inconnue :
  - Bernard Biraben, photographe français, mort en 1973.

- Vers 1920 :
  - Soungalo Malé, photographe malien, mort en 2002.

## Décès
- 15 février : Jenny de Vasson, photographe française, née le 20 août 1872.
- 4 mai : Paul Decauville-Lachènée, photographe français, né le 4 juillet 1874.
- 22 août : Anders Zorn, peintre, graveur, sculpteur et photographe suédois, né le 18 février 1860.
- 27 avril : Éleuthère Brassart, photographe, historien et éditeur français, né le 30 janvier 1850.
- 23 juin : Eugène Courret, photographe français, né le 22 septembre 1839.
- 31 août : Louis Ducos du Hauron, photographe français, l'un des inventeurs de la photographie en couleurs, né le 8 décembre 1837.
- 12 septembre : Ernst Leitz, entrepreneur allemand, propriétaire de l'Optical Works Ernst Leitz à Wetzlar devenue Leica, né le 26 avril 1843.
- 3 décembre : William de Wiveleslie Abney, ingénieur militaire britannique spécialisé en chimie et physique de la photographie, né le 24 juillet 1843.
- Date précise non renseignée ou inconnue : 
  - Antoni Gotarde i Bartolí, photographe catalan, né en 1863.
  - Gabriel Lekegian, photographe d'origine arménienne actif au Caire dans l'empire ottoman, né vers 1853.

## Célébrations
Centenaire de naissance
- William Bambridge
- Alphonse Bernoud
- Bertall
- Pietro Boyesen
- Louis Legrand
- Gustave Le Gray
- Nadar
- Charles Nègre.
- Victor Prevost
- Adolphe Terris
- William Usherwood
- Augustus Washington